# Kimchiguk
Kimchiguk ou sopa de kimchi é um prato típico da culinária da Coreia. Prepara-se fervendo kimchi, pasta de malagueta, carne de porco cortada em pedaços pequenos e açúcar; quando a carne estiver quase cozida, baixa-se o lume e junta-se tofu, também em cubos pequenos e deixa-se cozer. Antes de tirar do fogo, junta-se cebolinho cortado; serve-se com arroz e, de acordo com a preferência, com outros pratos. 